# Janulka, córka Fizdejki
Janulka, córka Fizdejki. Tragedya w 4 aktach – dramat Stanisława Ignacego Witkiewicza napisany w 1923 roku. Opowiada o Neo-Krzyżakach, którzy pod wodzą wielkiego mistrza Gotfryda napadają i kolonizują barbarzyńską Litwę. Nieokiełznanie i zacofanie Litwinów ma pomóc cywilizowanym i postępowym Neo-Krzyżakom w zaspokojeniu ich metafizycznego głodu i odczuciu, tak pożądanej, dziwności istnienia. Głównymi tematami poruszanymi przez Witkacego w tym dramacie są rozkład cywilizacyjny i wszechogarniająca ludzka degeneracja.
Janulka, córka Fizdejki doczekała się wielu scenicznych adaptacji m.in. Doroty Bielskiej w teatrze Arlekin czy Jana Klaty w Teatrze Dramatycznym.